# Gustavo Maranguello
Gustavo Maranguello (Villa Mercedes, San Luis, 12 de septiembre de 1983) es un baloncestista argentino que juega en la posición de escolta o alero en Pacífico de Neuquén. Es considerado como un jugador emblemático de ese club por sus aficionados.

## Trayectoria

### Clubes
| Club                        | País      | Año             |
| --------------------------- | --------- | --------------- |
| Alberdi de Villa Mercedes   | Argentina | 2000 - 2004     |
| GEPU                        | Argentina | 2004 - 2006     |
| Alianza Juvenil-Estudiantes | Argentina | 2006 - 2008     |
| Huracán de Trelew           | Argentina | 2008 - 2010     |
| Sociedad Española           | Argentina | 2010            |
| Huracán de Trelew           | Argentina | 2010 - 2012     |
| Sociedad Española           | Argentina | 2012 - 2013     |
| Huracán de Trelew           | Argentina | 2013 - 2016     |
| Alberdi de Villa Mercedes   | Argentina | 2016            |
| Huracán de Trelew           | Argentina | 2016 - 2017     |
| Sporting Sampacho           | Argentina | 2017            |
| Pérfora                     | Argentina | 2017 - 2018     |
| Sportivo Bahiense           | Argentina | 2018            |
| Del Progreso                | Argentina | 2018 - 2024     |
| Pacífico de Neuquén         | Argentina | 2025            |
| Huracán de Trelew           | Argentina | 2025            |
| Pacífico de Neuquén         | Argentina | 2025 - Presente |